# Чимбарівка
Чимбарі́вка — село в Україні, у Дунаєвецькій міській територіальній громаді Кам'янець-Подільського району Хмельницької області.

## Про назву села
Витоки історії села Чимбарівки сягають періоду активного поширення серед різних прошарків населення шкіряного взуття, які після довгого співіснування витіснило постоли. Процес обробки шкіри позначається словом із спільнослов’янським коренем чинити. Спільна морфема є і в словах: причина, вчинок, зачиняти, чиновник, мужчина тощо. Від давнього афікса –ба і кореня чин пішло слово чинба — тобто процес вичинення шкіри (порівняйте молотьба, сівба, ходьба). Морфема –р спричинила утворення слова чинбар, що означає шкіряних справ майстер. Під впливом дзвінкого губного б кореневий звук почали вимовляти як м, у результаті чого маємо чимбар. Поселення, що виросло навкого житла й майстерні виробника взуттєвої сировини, дістало назву Чимбарівка.

## Географія
Подільське село Чимбарівка розташоване на подільській височині в південно-західній частині України, за 45 кілометрів автошляхами від міста Кам'янець-Подільський. Через поселення протікає струмок, що впадає в Жван, праву притоку Ушиці. Через село проходить шосе Т 2303 Дунаївці - Стара Ушиця.

### Клімат
Чимбарівка знаходяться в межах вологого континентального клімату із теплим літом, у так званому «теплому Поділлі», тут весна настає на 2 тижні раніше. Але діяльність людини досить часто призводить до екоциду, поганих змін та глобального потепління. Рівень наповнення річок водою по області становить лише 20 % від необхідного стандарту, значна частина земної поверхні стає посушливою. Для покращення ситуації варто було б проводити ревайлдинг, відновлювати екосистеми та лісові насадження.

## Історія
Село Чимбарівка виросло десь на початку XIX століття із слободи у лісі неподалік Жванчика, який зараз називається Великим.
Понад сторіччя тому про село писали, що це була: «слобода, яка стала лісовою осадою, за три вестви від Жванчика на поштовому тракті Кам'янець — Ушиця» і разом з лісом належить І. Хелемському. Згодом неподалік виросло нове село Малий Жванчик, а Чимбарівка, що дістала додаткову назву Великий Жванчик.
Селяни були звільнені від кріпосного права в 1861 році. На честь цієї події в багатьох селах Поділля на в'їздах встановлювали пам'ятні фігури, такі збереглись в селах: Нігин, Черче. Ця традиція помаленьку відновлюється, встановлюються статуї Божої Матері чи інші фігури.
1863 року селяни втрачають можливість користуватись рідною мовою, видано таємне розпорядження — Валуєвський циркуляр, що наказував призупинити видання значної частини книг, написаних українською мовою, а згодом доповнено Емським указом.
Внаслідок поразки Перших визвольних змагань на початку XX століття, село надовго окуповане російсько-більшовицькими загарбниками.
Радянська окупація принесла колективізацію та розкуркулення, мешканці села зазнали репресій. Багатьох частинах Поділля відбувались масові селянські повстання, проти радянської влади.
В 1932–1933 селяни села пережили Голодомор.
Роки Великого терору 1936-1937 вбито осіб різних національностей і професій, багато людей було виселлено як сім'ї «ворогів народу».
По закінченню Другої світової війни у 1946—1947 роках мешканці села вчергове пережили голод.
З 1991 року в складі незалежної України.
Римо-католики села відвідували парафіяльний дерев'яний костел Успіння Богородиці у Великому Жванчику, споруджений у 1796-1797 роках та освячений 1797 року єпископом Михайлом Сераковським, а власної святині не мали. Спорудження філіального мурованого костелу у Чимбарівці відбулось у 1994-1996 роках завдяки зусиллям Марека Бзіньковського та Йосифа Чопа. Цим храмом послуговується майже сотня католиків латинського обряду понад десяти сусідніх населених пунктів, у тому числі і Великого Жванчика, оскільки їх костел радянська влада знищила ще 1933 року.
15 липня 2001 року відповідно оснащений храм у Чимбарівці консекрував єпископ Кам'янець-Подільський Ян Ольшанський. Костьол відноситься до Кам'янець-Подільського деканату.
13 серпня 2015 року шляхом об'єднання сільських рад, село увійшло до складу Дунаєвецької міської громади. Об'єднання в громаду має створити умови для формування ефективної і відповідальної місцевої влади, яка зможе забезпечити комфортне та безпечне середовище для проживання людей.
У 2018 році селі реалізовували мистецький проєкт з відновлення традиційного подільського розпису. Оксана Цимбалюк, голова Спілки художників хоче перетворити хату на своєрідний музей подільського розпису, показати, що подільський розпис – не гірший за петриківку чи самчиківку та має свої особливості. Пані Оксана зазначає, що нині в селах району практично не збереглося нічого, що б нагадувало про давній подільський розпис, тож доводиться відновлювати його за збереженими зразками в архівах.
17 липня 2020 року, в результаті адміністративно-територіальної реформи та ліквідації Дунаєвецького району, село увійшло до складу Кам'янець-Подільського району.

## Населення
За переписом населення України 2001 року в селі мешкало 139 осіб.
Згідно перепису 2015 року в селі проживало 108 осіб, населення села скоротилось на 22,30 % порівняно зі 2001 роком.

### Мова
У селі поширені західноподільська говірка та південноподільська говірка, що відносяться до подільського говору, який належить до південно-західного наріччя.
100 % населення вказало своєю рідною мовою українську мову за даними перепису 2001 року.

## Релігія
- Костел Матері Божої Святого Скапулярія (РКЦ)

## Світлини

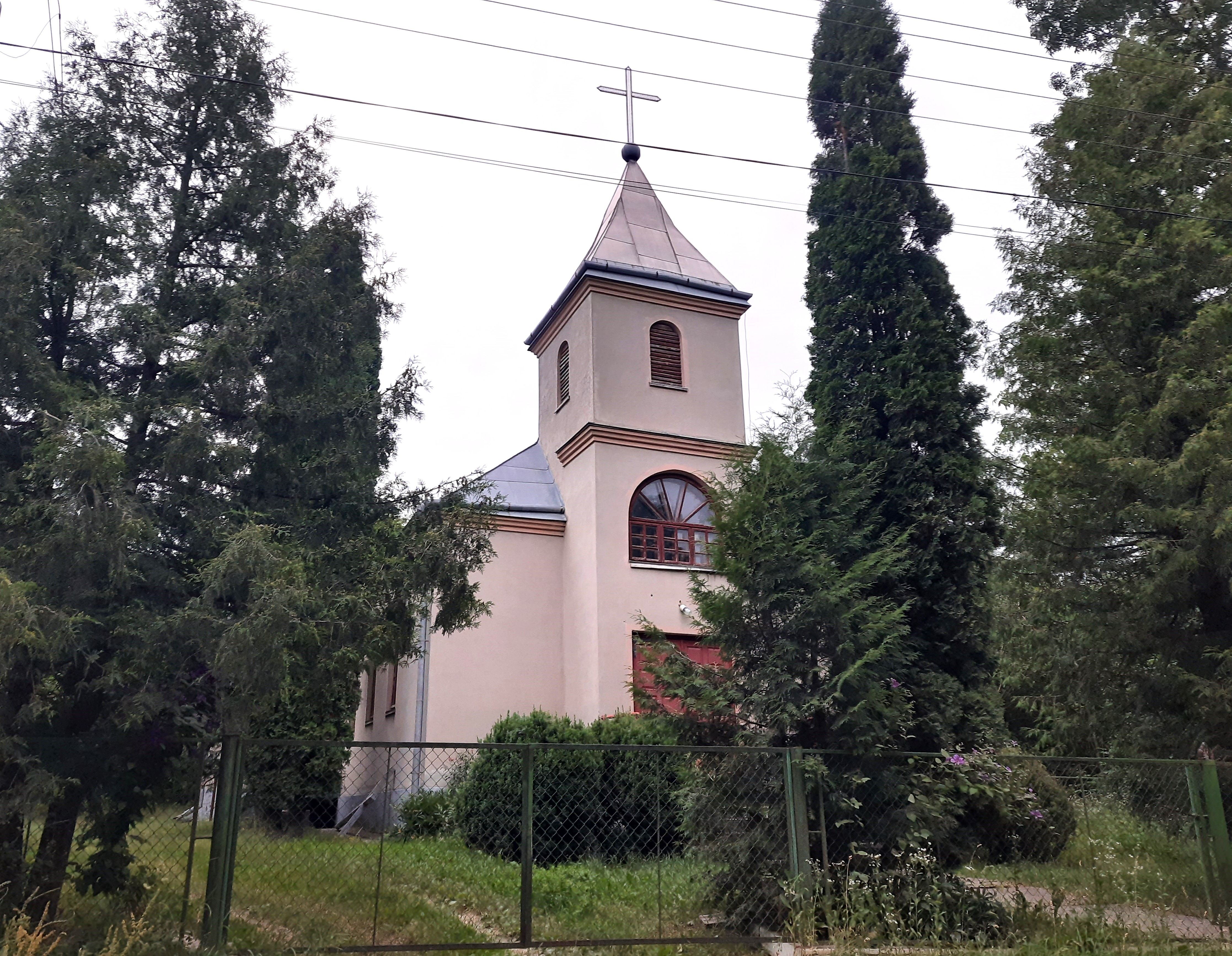
Костел Матері Божої Святого Скапулярія
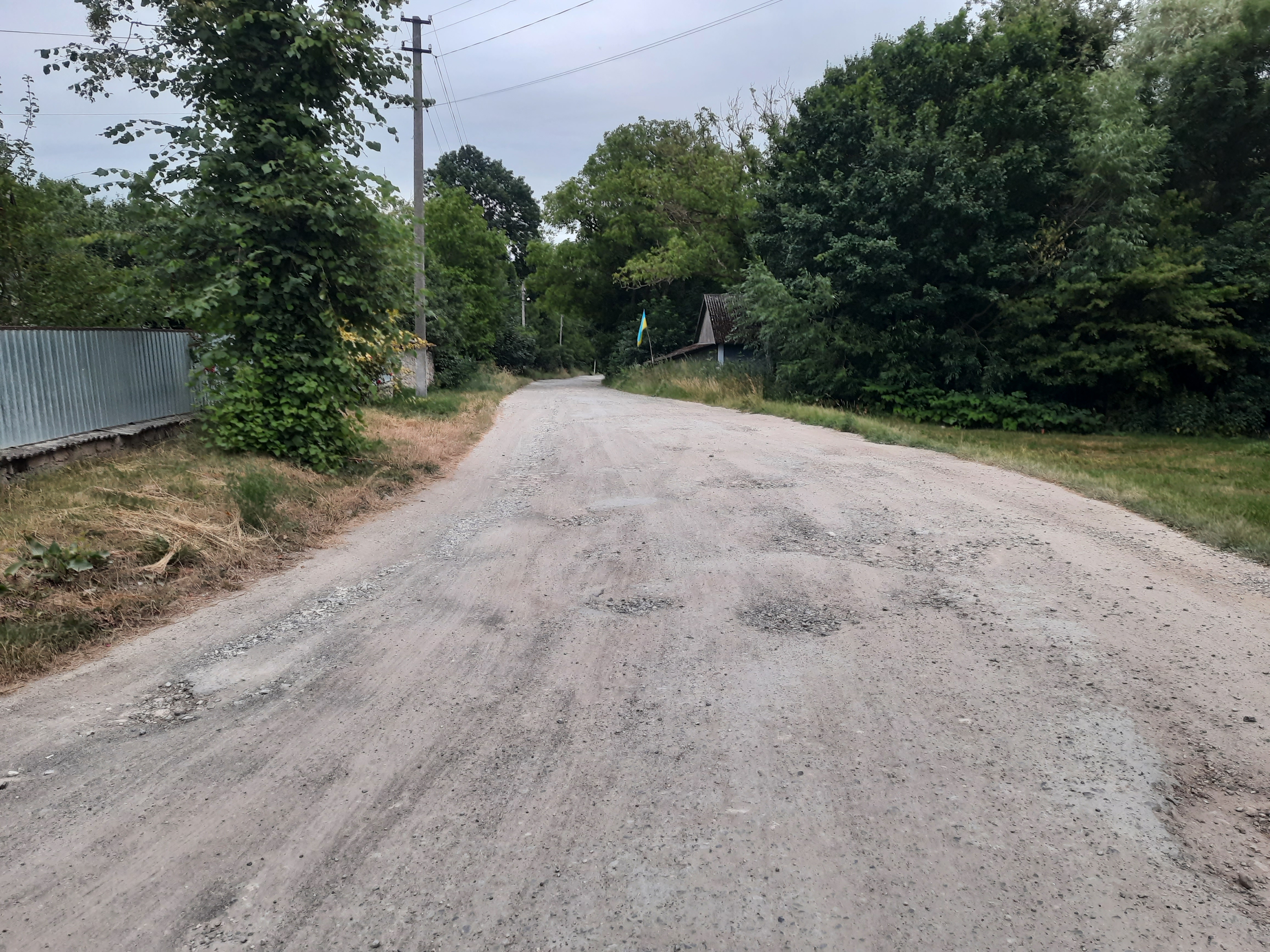
Сільська вулиця
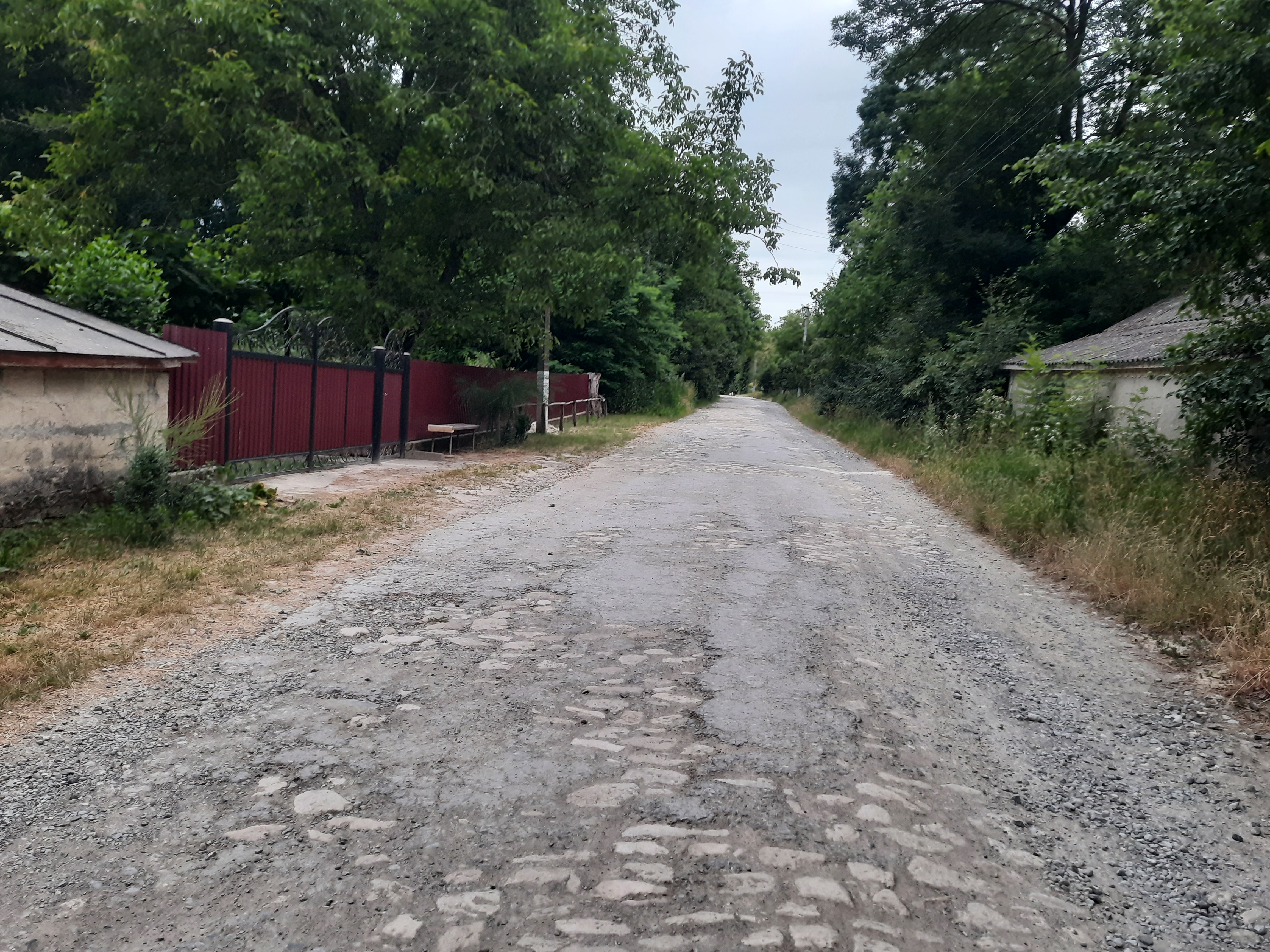
Сільська вулиця
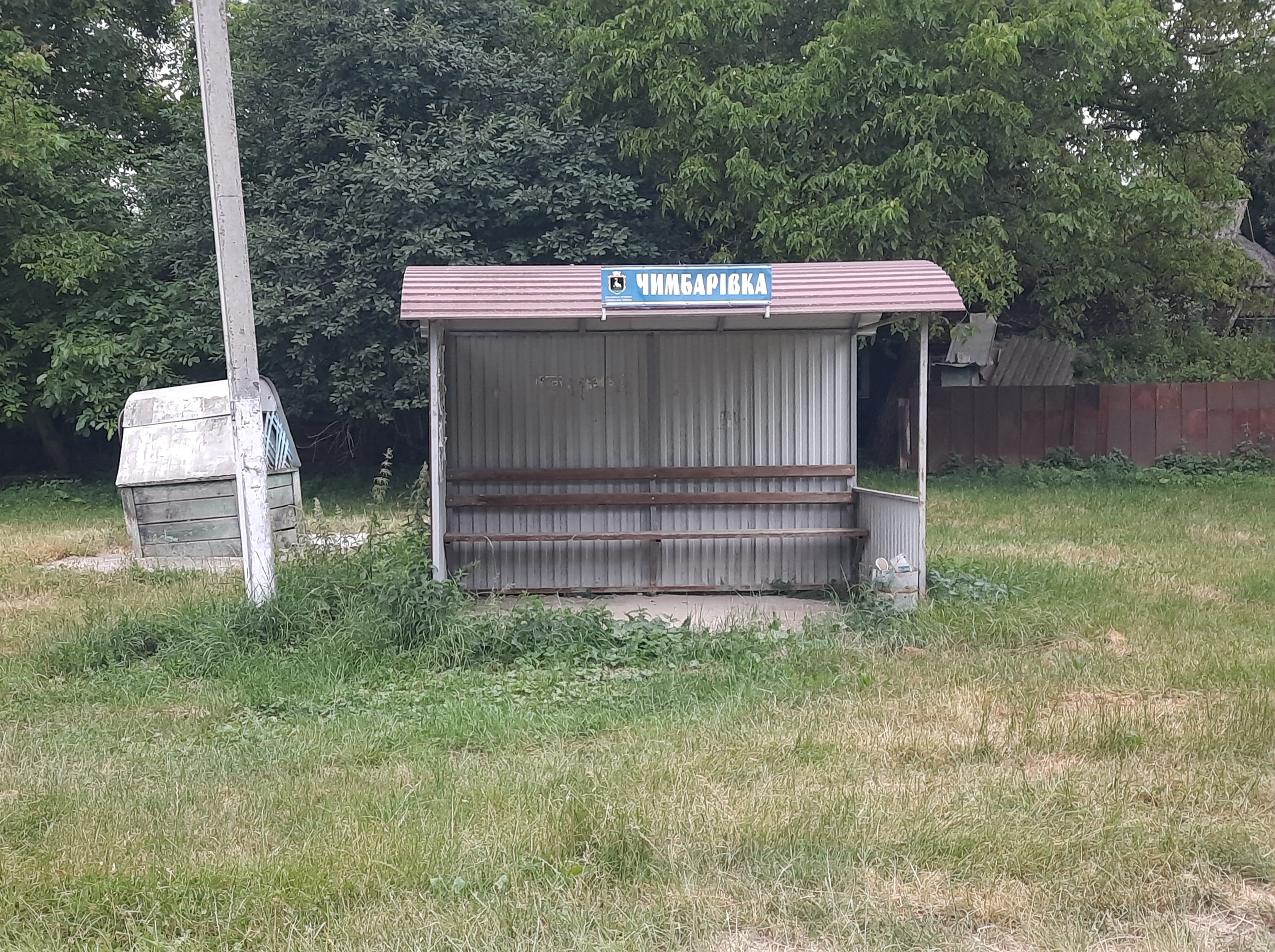
Автобусна зупинка